# Superнянь
Superнянь або Супернянь (англ. Babysitting) — французький комедійний фільм, знятий у стилі знайденого кадру. Вийшов 2014 року. Режисери Ніколя Бенаму та Філіпп Лашо. Для Лашо стрічка стала режисерським дебютом; він також виступив співсценаристом та знявся у головній ролі.

## Сюжет
Клер та Марк їдуть на всі вихідні зі спокійною душею, адже вони залишили свого малолітнього сина Ремі під наглядом правильного хлопця Франка. На наступний день подружжя прокидається від телефонного дзвінка з поліції, яка повідомляє, що їхній будинок перевернули догори низом, а син зник. На місці події залишилась лише відеокамера, яка зафіксувала бурхливі події минулої ночі.

## У ролях
- Філіпп Лашо — Франк
- Енцо Томасіні — Ремі
- Аліс Давід — Соня
- Венсан Дезанья — Ернест
- Тарек Будалі — Сем
- Жульєн Арруті — Алекс
- Грегуар Людиг — Пол
- Давид Марсе — Жан
- Жерар Жуньо — мсьє Шодель
- Клотильд Куро — мадам Шодель
- Філіпп Дукесне — агент Кайо
- Шарлотт Габрі — Естель
- Давид Салль — інспектор Лавіль

## Продовження
У січні 2015 року компанія Universal Pictures повідомила про знімання другої частини фільму. Сиквел вийшов у грудні 2015 року та отримав назву Superнянь 2.